# Лічк (Гегаркунік)
Лічк (вірм. Լիճք) — село в марзі Гегаркунік, на сході Вірменії. Село розташоване за 7 км на захід від міста Мартуні, за 24 км на південь від міста Гавар, за 3 км на північний захід від села Неркін Геташен, за 3 км на північ від села Верін Геташен, за 4 км на північний схід від села Тазагюх, за 4 км на південний схід від села Цаккар та за 1 км на південний захід від траси Єреван — Севан — Мартуні — Варденіс.

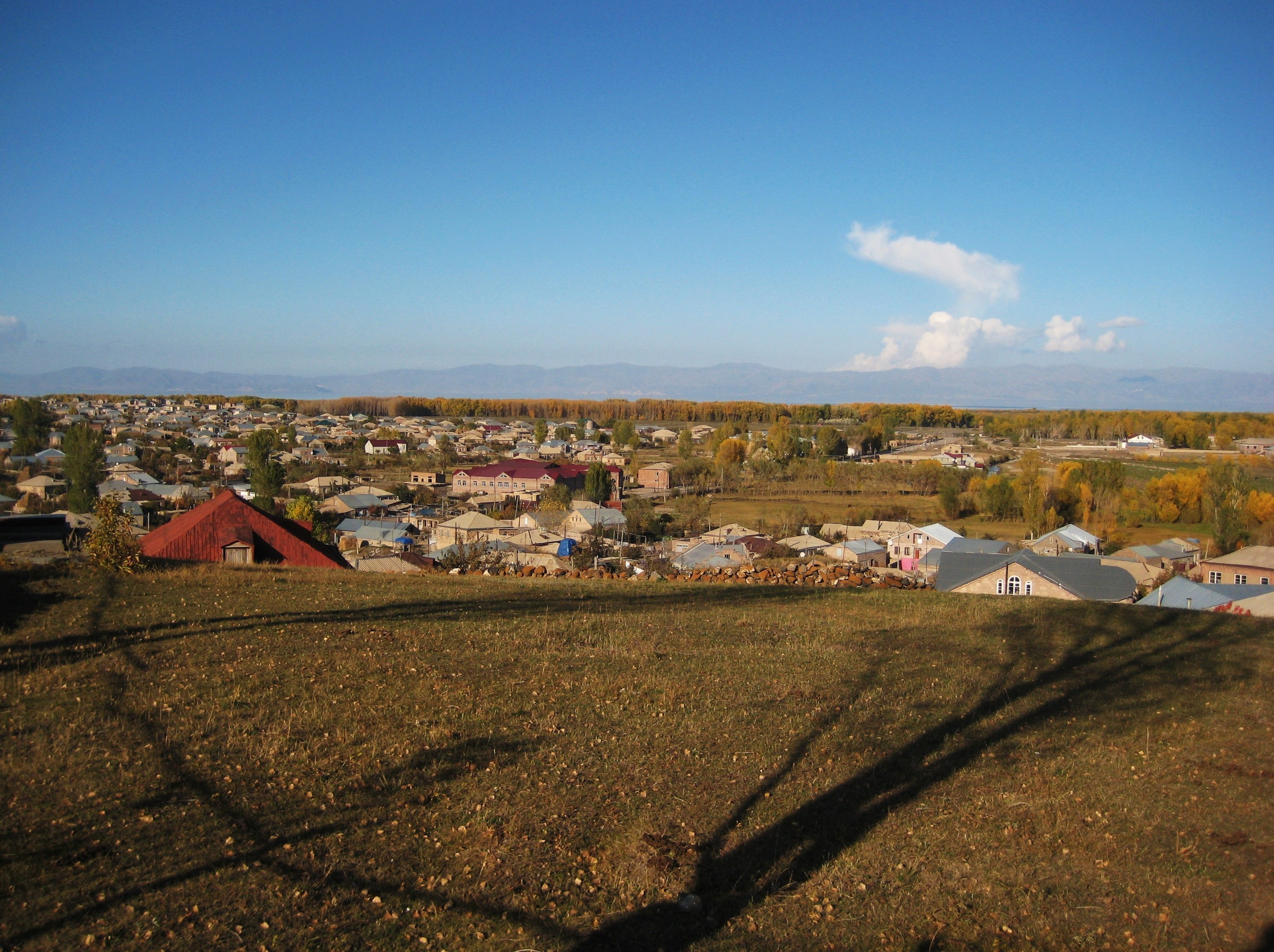
Вигляд на село з пагорбу, на я кому розташована церква та цвинтар.

В перекладі з вірменської, Лічк перекладається як озеро. Найбільше озеро Вірменії — Севан розташоване за 3 км на північний схід від села. Хоча село було засноване в 1830 році, залишилися руїни більш раннього поселення, у тому числі залишки середньовічного міста. Існують також руїни раннього Цахкаванку, які розташовані поруч з церквою Сурб Аствацацин. Цахкаванк по відношенню до села розташований на пагорбі, і маєз дуже невеликий вхід. Церква Сурб Аствацацин є невеликий базилікою з деякими зламаними хачкарами і надгробками на його стінах. Існує цвинтар 13 століття з численними хачкарами, що розташований на тому ж пагорбі, на якому і дві церкви. Поруч знаходиться циклопічна фортеця.

## Видатні уродженці
- Маркарян Гріша Саркісович — Герой Соціалістичної Праці, Заслужений будівельник Вірменської РСР.